# Henrik Poulsen
Henrik Poulsen (født 10. september 1967 i Givskud) er en dansk civiløkonom, der fra 27. august 2012 var administrerende direktør for Ørsted. Han fratrådte ved udgangen af 2020.
Poulsen blev student fra Tørring Gymnasium i 1987 og cand.merc. i finansiering og regnskab fra Handelshøjskolen i Århus i 1994. Han kom derefter til Novo Nordisk som controller, indtil han i 1995 blev seniorkonsulent i Aarsø Nielsen & Partners. Derefter blev han projektleder hos McKinsey & Co., bl.a. med udstationering i New York. 
Hjemvendt til Danmark blev han i 1999 forretningsudviklingschef hos LEGO og avancerede i 2000 til segmentdirektør. I 2002 blev han koncerndirektør for innovation og markedsføring, i 2004 koncerndirektør i afdelingen Markets & Products og fra 2005 koncerndirektør for Europa og Asien samt koncerndirektør for globalt salg og markedsføring. Han forlod LEGO i 2006 for at blive operating partner i investeringsselskabet Kohlberg Kravis Roberts & Co. I 2008 blev han udnævnt til administrerende direktør og koncernchef i TDC. Han blev 18. april 2012 annonceret som kommende administrerende direktør i Ørsted.
Henrik Poulsen er flere gange blevet omtalt som en af Danmarks bedste erhvervsledere. 
I 2016 stod Henrik Poulsen i spidsen for Danmarks største børsnotering, da det daværende Dong Energy blev sat på sat børsen i København.
I 2017 solgte virksomheden sin olie- og gasforretning til schweiziske Ineos for 8,7 milliarder kroner.
Senere samme år annoncerede han, at DONG Energy skifter navn til Ørsted for at afspejle virksomhedens omstilling fra sort til grøn energi.
I 2018 meldte Henrik Poulsen ud, at Ørsted forventer at investere i alt 200 mia. kroner i vedvarende energi fra 2019-2025 og lancerede en ny strategi for virksomheden, der satser på at installere 30GW vedvarende energikapacitet.
Med Henrik Poulsen som topchef brød DONG reglerne da de i 2012 gav en 10 mio. kr opgave til Henrik Poulsens tidligere arbejdsplads, McKinsey & Co., til trods for at offentlige opgaver over 3 mio. kr. skal sendes i frit udbud.  Det var gældende praksis i selskabet i en årrække, at kontrakter vedrørende managementydelser ikke blev sendt i udbud. Dette blev ændret i 2012 og siden har alle rammeaftaler for managementkonsulenter været i udbud.
Henrik Poulsen sidder i bestyrelsen for ISS-rengøringsgruppen, hvor han også er formand for eksamensbestyrelsen. Han er næstformand for bestyrelsen og formand for den svenske Kinnevik revisionsudvalg. Han er også medlem af bestyrelsen for medie-, service- og uddannelsesgruppe Bertelsmann. Endelig er han medlem af bestyrelsen for Denmark-America Foundation og rådgiver for EQT Partners kapitalfonden.